# Maker's Pier

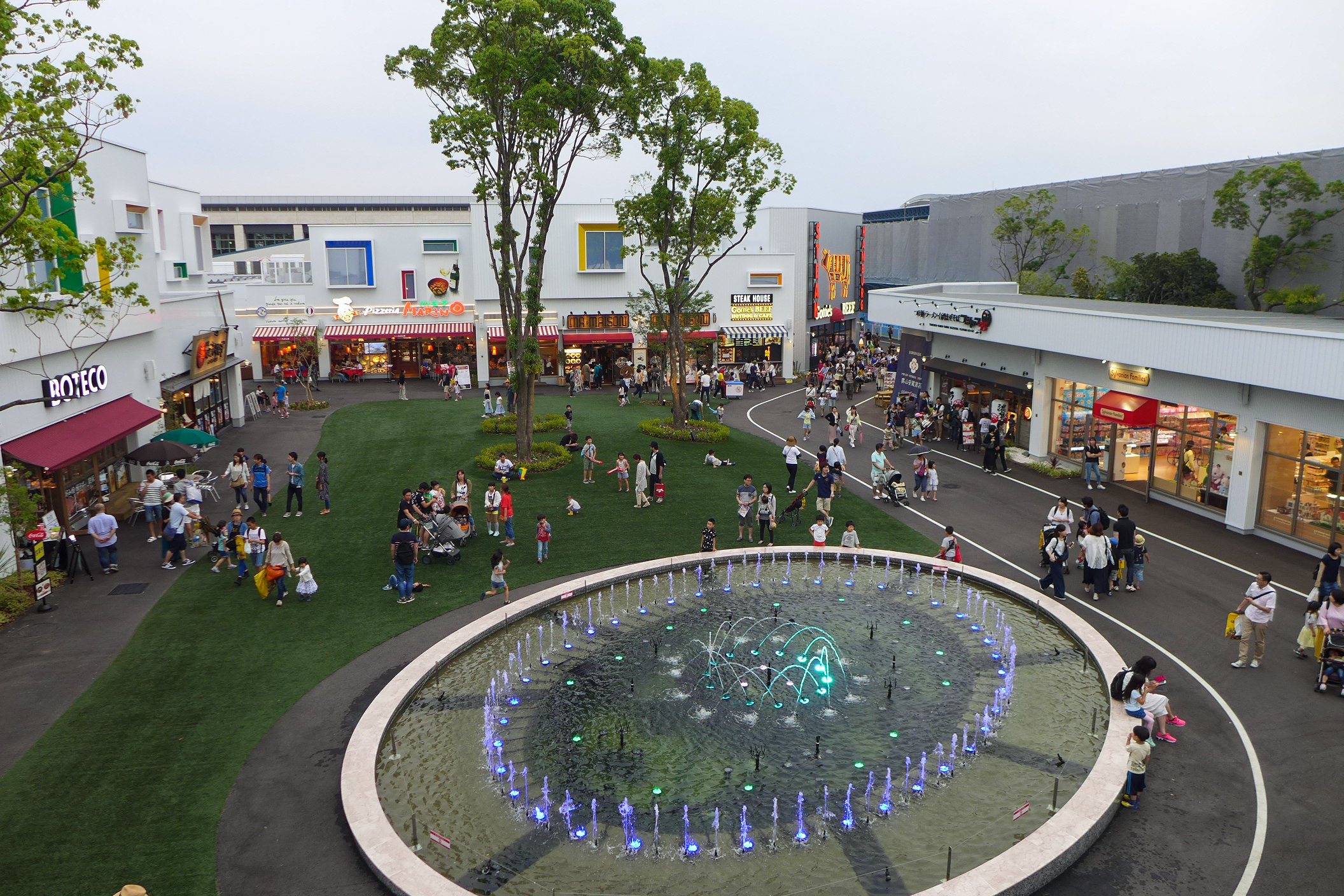
Maker's Pier商場中央部分的Central Park設草坪及音樂噴泉

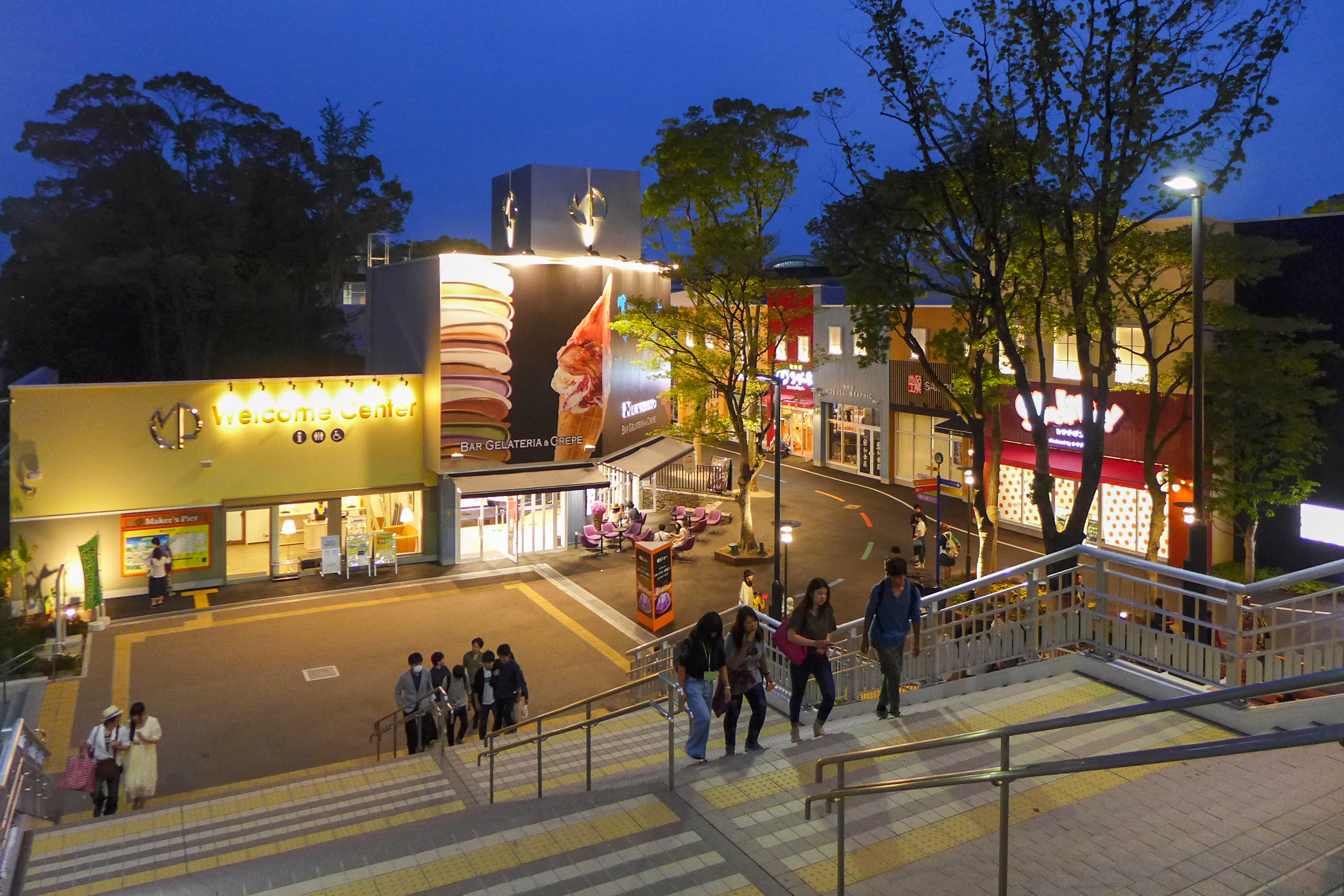
Maker's Pier商場入口

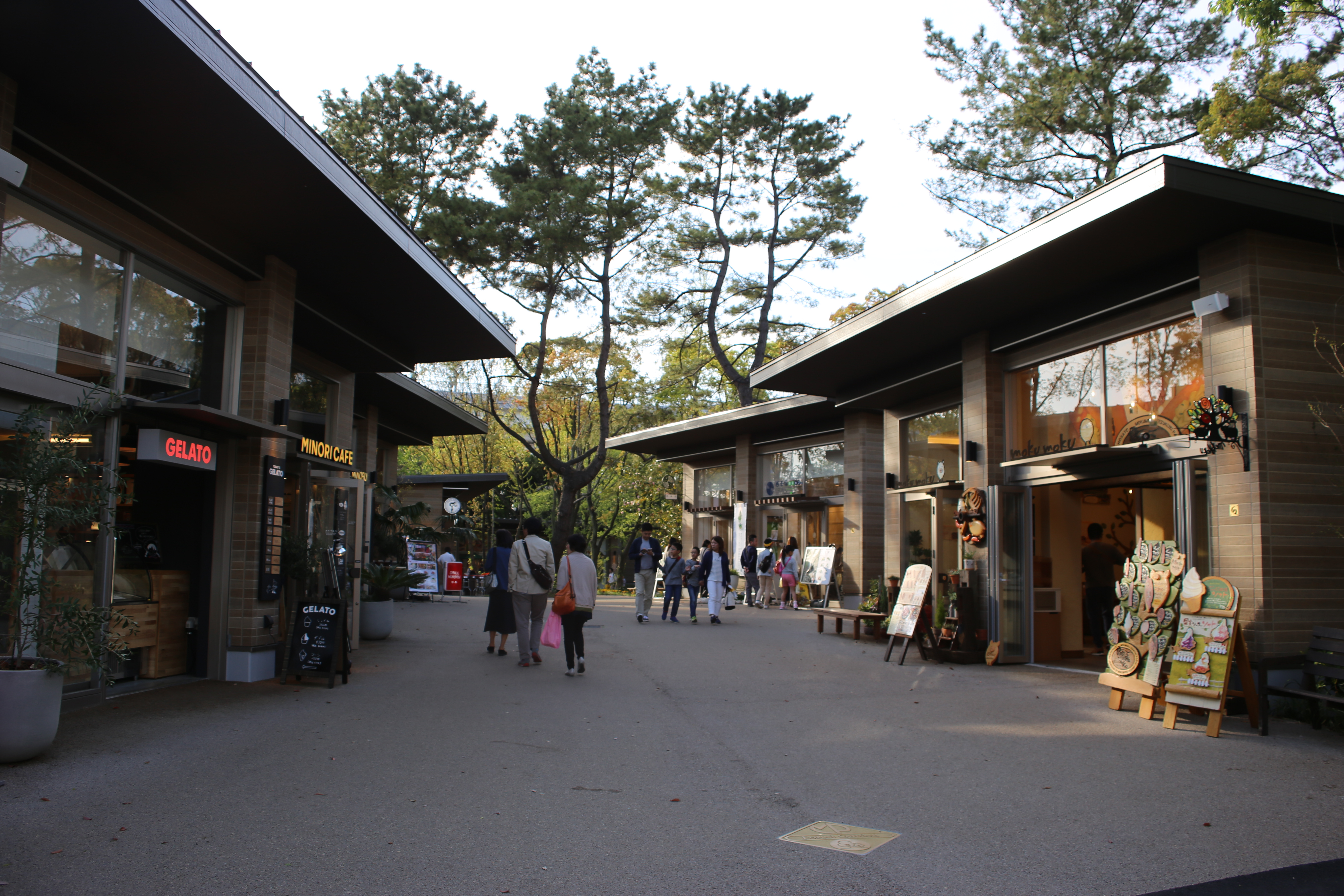
Forest Garden區域以仿木材搭建的小平房組成

Maker's Pier為位於日本愛知縣名古屋市港區金城埠頭2丁目7-1目的商場，於2017年3月30日正式開幕，鄰近名古屋LEGOLAND Japan入口。商場前身為金城埠頭中央綠地，在2016年1月31日關閉。

## 規劃
商場設53間餐廳和商店，並細分為Central Park、Uptown及Forest Garden等三大區域。其中商場中央部分的Central Park設草坪及音樂噴泉表演，吸引不少遊人觀賞。場內亦設多個遊樂設施，包括最大型鬼屋「台場怪奇學校名古屋校」、Robot工房及SEGA電玩基地。Forest Garden有多間餐廳、貓Cafe及手作店舖讓遊人製作玻璃及蠟燭等。其他特色租戶包括卡通《妖怪手錶》專門店、潮流服裝專門店Laundry開設的Laundry Town、Swanky Market卡通人物精品店、毛巾專門店「美術館」、以及香源等。

## 交通
所在地
〒455-0848 名古屋市港区金城ふ頭二丁目7-1
鐵路
名古屋站搭乘青波線（Aonami）至終點站金城埠頭站
水上バス
名古屋市営地下鉄名港線名古屋港駅のある名古屋港ガーデン埠頭から水上バス「名古屋港トリトンライン」で約30分、のりばから徒歩7分で到着できる。
自家用車
伊勢灣岸自動車道「名港中央IC」出口、名古屋市営金城ふ頭駐車場 （页面存档备份，存于）に駐車が可能。

## 外部連結
- （日語）Maker's Pier網頁 （页面存档备份，存于）